# الون عباسي (زلاغي الغربي)
الون عباسي (بالفارسية: الون عباسی) هي منطقة سكنية تقع في إيران في قسم زلاغي الغربي الریفي. يقدر عدد سكانها بـ 101 نسمة بحسب إحصاء 2016.